# Rosita

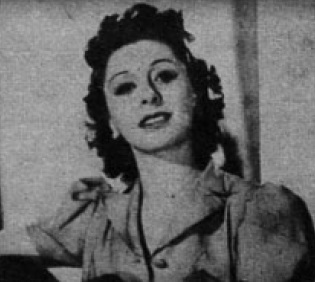
Rosita Serrano, 1941.

Kvinnonamnet Rosita är en spansk diminutivform av Rosa.
Namnet är relativt ovanligt i Sverige. De senaste åren har endast några enstaka flickor varje år fått namnet som tilltalsnamn.
Den 31 december 2009 fanns totalt 2 775 personer folkbokförda i Sverige med namnet Rosita, varav 1 205 med det som tilltalsnamn/förstanamn.
År 2003 fick 11 flickor namnet, varav 2 fick det som tilltalsnamn/förstanamn.
Namnsdag: I Sverige 2 juli, (1986-1992: 17 maj). I den finlandssvenska namnsdagslängden har Rosita namnsdag 4 maj sedan 2005.

## Personer med namnet Rosita
- Rozita Auer, svensk magdansös
- Rita Moreno, född Rosita Dolores Alverio, puertoricansk skådespelerska
- Rosita Runegrund, politiker (kd)
- Rosita Serrano, chilensk sångerska